# Nigella Lawson
Nigella Lucy Lawson (ur. 6 stycznia 1960 w Londynie) – brytyjska dziennikarka, autorka książek kucharskich, prezenterka telewizyjna.

## Życiorys
Nigella Lawson pochodzi z żydowskiej rodziny. Jest córką polityka lorda Nigela Lawsona i Vanessy Salmon oraz siostrą dziennikarza Sunday Telegraph Dominica Lawsona. Jej matka – Vanessa Salmon, znana bywalczyni brytyjskich salonów, spadkobierczyni Lyons Corner House zmarła w 1985 roku na raka wątroby. Siostra Tomassina zmarła na raka piersi w 1993 roku.
Lawson uczęszczała do Godolphin and Latymer School oraz Westminster School, następnie ukończyła z wyróżnieniem Lady Margaret Hall w Oxfordzie, na kierunku filologia średniowiecza. Zanim w 1986 została zastępcą redaktora literackiego w „Sunday Times”, prowadziła kolumnę kulinarną w „Spectator”.
Nigella Lawson wyszła za mąż za dziennikarza Johna Diamonda, z którym miała dwójkę dzieci: córkę Cosimę i syna Bruno. Diamond zmarł w 2001 r. na raka przełyku. W 2003 roku ponownie wyszła za mąż za starszego o 17 lat milionera Charlesa Saatchi. W lipcu 2013 r., kilka tygodni po opublikowaniu zdjęć, na których Saatchi dusi Lawson, sąd przyznał parze decree nisi oznaczający, że nie widzi powodu, dla którego nie miałby orzec rozwodu.

## Telewizja
W telewizyjnym programie o gotowaniu Lawson debiutuje w roku 1998 jako gość Nigela Slatera w jego autorskim programie Real Food wyprodukowanego przez brytyjski Channel 4. W latach 1999–2001 prowadzi swój pierwszy program kulinarny dla Channel 4 Nigella gryzie (Nigella bites), a w 2002 r. kolejny Wieczne lato z Nigellą (Summer Forever with Nigela). Oba z nich były zbiorami przepisów w formie gotowanie na ekranie. Była gospodarzem codziennego programu w telewizji ITV1, pod tytułem Nigella!, w którym gotowała wraz z zaproszonymi gośćmi. Program nie został jednak doceniony przez krytyków, jego oglądalność spadała, i po niedługim czasie wycofano go z emisji. Ponadto Nigella wydała kilka własnych książek kucharskich.
Styl prowadzenia programu przez Nigellę Lawson naśladowany jest przez komików i innych brytyjskich prezenterów telewizyjnych, według których jej seksowny image jest głównym powodem powodzenia jej programów. Pomimo tego Nigella Lawson wielokrotnie zaprzeczała, jakoby była to jedyna przyczyna jej ogromnej telewizyjnej popularności.
Jej programy „Nigella gryzie” i „Wieczne lato z Nigellą” są emitowane w polskiej telewizji TVN Style. Wiele programów Nigelli jest emitowanych również w BBC Lifestyle.
23 maja 2015 r. podczas Konkursu Piosenki Eurowizji była prezenterką odczytującą punkty przyznane przez Wielką Brytanię.
W 2020 roku Lawson wróciła z programem kulinarnym „Nigella's Cook, Eat, Repeat" emitowanym przez BBC Two. Program ilustruje książkę wydaną pod tym samym tytułem.

## Publikacje
W 2006 wydana została jej biografia napisana przez Gilly Smith („Nigella Lawson: A Biography”). Została ona przetłumaczona i wydana w języku polskim w 2010 pt. Nigella Lawson. Kulinarna bogini.

### Książki w języku polskim
- Nigella gryzie, Wydawnictwo Filo (2006)
- Lato w kuchni przez okrągły rok, Wydawnictwo Filo (2007)
- Nigella ekspresowo, Wydawnictwo Filo (2008)
- Nigella świątecznie, Wydawnictwo Filo (2009)
- Kuchnia. Przepisy z serca domu, Wydawnictwo Filo (2010)
- Jak być domową boginią. Wypieki i przysmaki kojące duszę, Wydawnictwo Filo (2011)
- Nigellissima. Włoskie inspiracje, Wydawnictwo Filo (2012)
- Nigella ucztuje, Wydawnictwo Filo (2013)
- Po prostu Nigella, Wydawnictwo Filo (2015)
- Przy moim stole. Świętowanie codzienności. Wydawnictwo Filo (2018)